# Hans Hartleb (Nordischer Kombinierer)
Hans Hartleb (* 6. November 1951 in Crock, Thüringen) ist ein ehemaliger deutscher Nordischer Kombinierer sowie Trainingswissenschaftler.
Hartleb startete für den Sportclub Motor Zella-Mehlis. 1970 gewann er bei den Junioren-Weltmeisterschaften in Gosau hinter Günter Deckert und vor Frank Böhm bei einem Dreifacherfolg der DDR die Silbermedaille. Zwei Jahre später trat er für die DDR bei den Olympischen Winterspielen 1972 in Sapporo an. Er erreichte den 18. Platz in der Nordischen Kombination. 1973 gewann er den Wettbewerb in der Nordischen Kombination bei den Lahti Ski Games. Die Nordischen Skiweltmeisterschaften 1974 in Falun beendete er auf dem vierten Platz, einzig Stefan Hula verhinderte einen Dreifachsieg der DDR durch Ulrich Wehling, Deckert und Hartleb.
Nach der Wende wurde der studierte Trainingswissenschaftler Hartleb wissenschaftlicher Mitarbeiter am Olympiastützpunkt in Oberhof. Dort arbeitete er unter anderem mit Kati Wilhelm zusammen. 2003 wurde bekannt, dass er 15 Jahre lang als Inoffizieller Mitarbeiter unter dem Decknamen IM „Falun“ für das Ministerium für Staatssicherheit gearbeitet hatte und verschiedentlich Berichte zunächst als aktiver Sportler, dann als Trainer vor allem über das Privatleben seiner Teamkollegen eingereicht hatte. Seine Einwilligungserklärung dazu unterschrieb er am 25. Mai 1974. Vom 28. Juni 1989 stammte eine handschriftliche Notiz von Hartleb über die Verwendung von Anabolika als Dopingmittel. Daher wurde er 2006 im Vorfeld der Olympischen Winterspiele in Turin nicht in den endgültigen Betreuerstab aufgenommen, obwohl seine Tätigkeit schon länger bekannt war und man ihn deshalb zunächst nominiert hatte und später aus seiner Tätigkeit als Leistungsdiagnostiker der Biathleten beim Deutschen Skiverband entlassen.